# VIDEO G∞VER
『VIDEO G∞VER』（ビデオ グーヴァー）はHIGH and MIGHTY COLORのDVD。

## 解説
- ビデオクリップのDVD。
- ファーストアルバム『G∞VER』に収録されているシングル4曲と、他では見られない映像などが収録されている。「OVER-PRECIOUS VERSION-」は、1500枚限定で発売されたインディーズシングルのビデオクリップである。

## 収録映像

### PV
1. PRIDE
2. OVER
3. RUN☆RUN☆RUN
4. Days

### TV SPOT
1. PRIDE-TV SPOT-
2. OVER-TV SPOT-
3. RUN☆RUN☆RUN-TV SPOT-
4. Days-TV SPOT-

### BONUS TRACK
1. OVER-PRECIOUS VERSION-
2. Days-DIRECTOR'S CUT-
3. 2005.9.14 PUT ON HAPPINESS -OPENING MOVIE-
レコ発ライブで流れたアンチノブナガ時代の映像から、G∞VER発売までの映像が収録されている。